# Безродная, Светлана Борисовна
Светла́на Бори́совна Безро́дная (урождённая Ле́вина; род. 12 февраля 1934) — советская и российская скрипачка и дирижёр, художественный руководитель Государственного академического камерного «Вивальди-оркестра»; народная артистка России (1996).

## Биография
Родилась 12 февраля 1934 года в санатории «Барвиха» в семье главврача Лечсанупра Кремля Бориса Соломоновича Левина (1901—?) и певицы Ирины Михайловны Шепшелевич-Лобовской (1906—?). Отец, выпускник Ростовского медицинского института, был одним из врачей И. В. Сталина и всего партийного руководства; в 1952 году проходил по делу врачей и отбывал наказание в Тайшете.
Училась в ЦМШ, а затем в Московской консерватории (класс А. И. Ямпольского и Д. М. Цыганова).
По окончании консерватории стала солисткой «Москонцерта». Более 20 лет С.Безродная преподавала в ЦМШ, создала авторскую методику игры на скрипке. Многие из учеников её класса стали лауреатами целого ряда престижных международных конкурсов. В ЦМШ основала ансамбль скрипачей своего класса, который много гастролировал по стране и за рубежом.
В 1989 году создала камерный «Вивальди-оркестр», с которым выступала и как солистка. Она сотрудничала с такими музыкантами, как Юрий Башмет,И. Ойстрах, Н. Петров, В. Третьяков, В. Фейгин, М. Яшвили, Денис Мажуков и др.
Оркестр активно гастролирует. В его репертуаре более тысячи произведений — от классики до джаза и эстрадной музыки.

## Политическая позиция
В марте 2014 года Безродная поддержала аннексию Крыма, подписала письмо президенту России Владимиру Путину в поддержку аннексии. Выступала с концертами в сепаратистских ЛНР и ДНР. 24 июня 2021 года была включена в санкционный список Украины. В 2022 году поддержала российское нападение на Украину.

## Цитаты
«Яркий талант и искренняя любовь к музыке помогли Вам достичь вершин мастерства… Выступления Вашего прославленного „Вивальди-оркестра“ неизменно сопровождают успех и несмолкаемые аплодисменты. А разнообразный репертуар коллектива — камерные и симфонические произведения, сочинения классиков и современных композиторов — вызывает подлинное восхищение у ценителей прекрасного».
Президент РФ Д. А. Медведев
— http://www.meloman.ru/?id=662

## Семья
- Первый муж — Игорь Семёнович Безродный (1930—1997), скрипач, дирижёр, народный артист РСФСР (1978).[источник не указан 258 дней]
  - Сын — Сергей Безродный (род. 1957), пианист, солист оркестра «Виртуозы Москвы».
- Гражданский муж — Владимир Теодорович Спиваков (род. 1944), скрипач, дирижёр, руководитель оркестра «Виртуозы Москвы», народный артист СССР (1990).[источник не указан 258 дней]
- Третий муж — Ростислав Борисович Чёрный, журналист-международник, корреспондент газеты «Советская культура».[источник не указан 258 дней]

## Награды и звания
Почётные звания:
- Заслуженная артистка РСФСР (8 июля 1991 года) — за заслуги в области советского музыкального искусства[9].
- Народная артистка Российской Федерации (7 июня 1996 года) — за большие заслуги в области искусства[10]

Ордена:
- Орден «За заслуги перед Отечеством» IV степени (29 апреля 2019 года) — за большой вклад в развитие отечественной культуры и искусства, многолетнюю плодотворную деятельность[11]
- Орден «За заслуги в культуре и искусстве» (1 февраля 2025 года) — за вклад в развитие отечественной культуры и искусства, многолетнюю плодотворную деятельность[12]

Поощрения:
- Благодарность Министра культуры Российской Федерации (29 января 2004 года) — за многолетний плодотворный труд и большой личный вклад в развитие музыкального искусства[13]